# Sari-d'Orcino
Sari-d'Orcino (prononcé [saʁidɔʁtʃin(o)]) est une commune française située dans la circonscription départementale de la Corse-du-Sud et le territoire de la collectivité de Corse. Elle appartient à l'ancienne piève de Cinarca dont elle était le chef-lieu.

## Géographie
Sari-d'Orcino est un village type de l’intérieur, de moyenne montagne (alt. 350 m en moyenne), entre mer et montagne.
Le village est situé à 28 km d’Ajaccio et 9 km de la mer (< 3 km à vol d’oiseau) ; on y accède en prenant la départementale D 1 à partir de la route de Bastia (RN 193), par Sarrola-Carcopino, en franchissant a Bocca di Sarzoghiu d’où l'on aperçoit tout le golfe de Sagone, jusqu’à Cargèse.
On peut aussi y parvenir par la D 81 qui mène vers Piana, en prenant à la Liscia, au bord de mer, le CD 601 dit « Route des vignes ».
Le village s’étend sur plusieurs hameaux, distants les uns des autres de 0.5 à 5 km, construits, au départ, autour de deux points d’eau (Canale et Marghinale), d’où les désignations actuelles de « Acqua in sù » (l'eau d'en haut) et « Acqua in ghjù » (l'eau d'en bas), pour les deux zones agglomérées principales. Certains hameaux datent de la fondation du village ou plutôt de sa reconstruction à la fin du XVe siècle.
Situé dans la vallée de la Cinarca, le village a pour horizon la mer et les ruines du « Castellu di Capraja » des comtes de Cinarca. Le rivage n’est pas tout proche mais néanmoins Sari-d'Orcino « regarde la mer, les yeux dans les yeux »[réf. nécessaire] et sa situation élevée en fait un balcon sur la Méditerranée.

## Urbanisme

### Typologie
Au 1er janvier 2024, Sari-d'Orcino est catégorisée commune rurale à habitat dispersé, selon la nouvelle grille communale de densité à sept niveaux définie par l'Insee en 2022.
Elle est située hors unité urbaine. Par ailleurs la commune fait partie de l'aire d'attraction d'Ajaccio, dont elle est une commune de la couronne,. Cette aire, qui regroupe 79 communes, est catégorisée dans les aires de 50 000 à moins de 200 000 habitants,.

### Occupation des sols
L'occupation des sols de la commune, telle qu'elle ressort de la base de données européenne d’occupation biophysique des sols Corine Land Cover (CLC), est marquée par l'importance des forêts et milieux semi-naturels (83,5 % en 2018), une proportion identique à celle de 1990 (83,7 %). La répartition détaillée en 2018 est la suivante : 
milieux à végétation arbustive et/ou herbacée (41,8 %), forêts (37,7 %), prairies (6,4 %), zones agricoles hétérogènes (5,7 %), cultures permanentes (4,4 %), espaces ouverts, sans ou avec peu de végétation (4 %). L'évolution de l’occupation des sols de la commune et de ses infrastructures peut être observée sur les différentes représentations cartographiques du territoire : la carte de Cassini (XVIIIe siècle), la carte d'état-major (1820-1866) et les cartes ou photos aériennes de l'IGN pour la période actuelle (1950 à aujourd'hui).

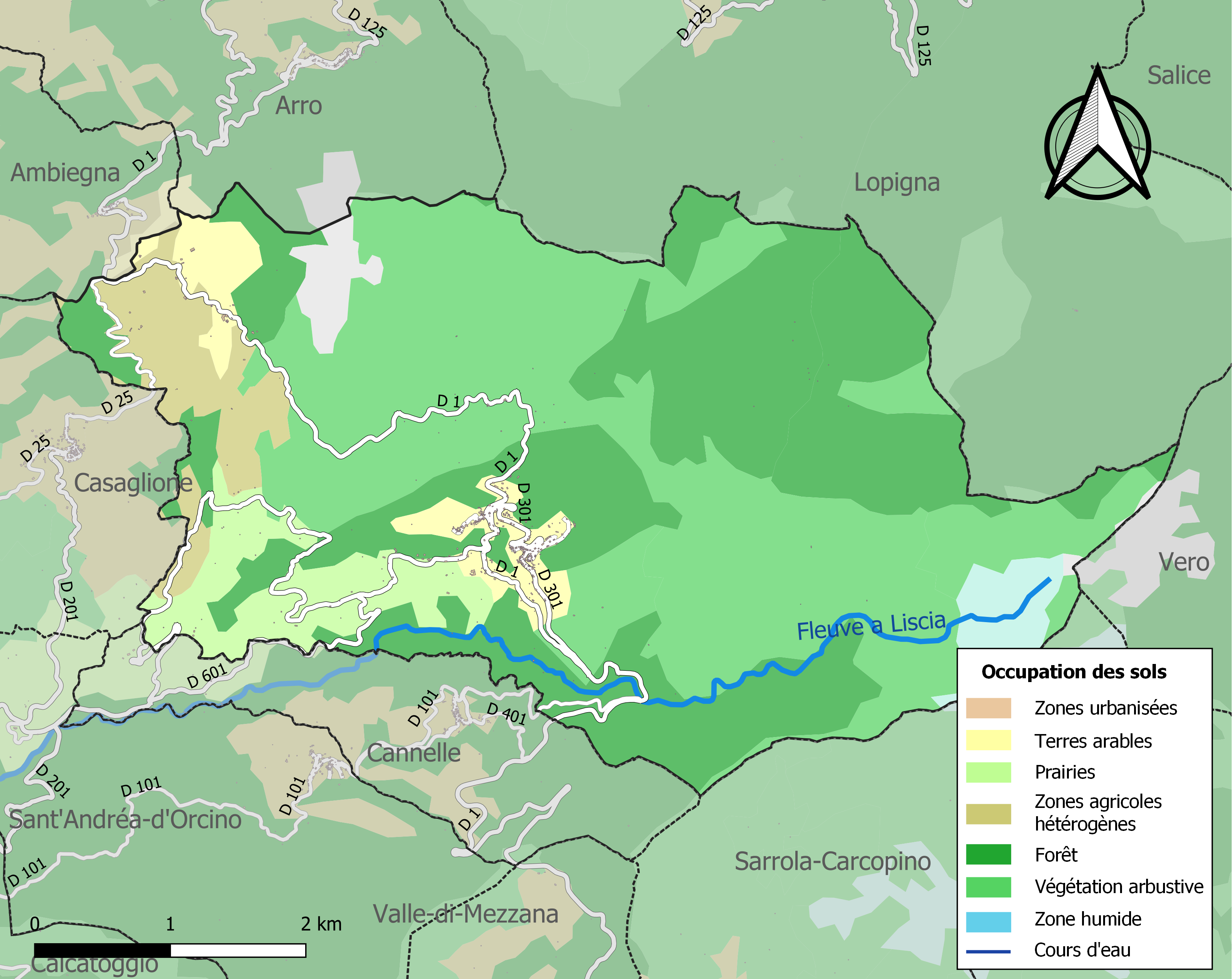
Carte des infrastructures et de l'occupation des sols de la commune en 2018 (CLC).

## Histoire
Le nom du village est, en corse, Sari di Cinarca. Les seigneurs Cinarchesi ont régné sur la région du XIIe siècle au XIVe siècle.
Sous Napoléon III, la commune a été séparée de tout son littoral et de ses plaines, qui sont aujourd'hui répartis entre les communes limitrophes, Casaglione et Sant'Andréa-d'Orcino.

## Politique et administration
| Période                                  | Période  | Identité           | Étiquette | Qualité                              |
| ---------------------------------------- | -------- | ------------------ | --------- | ------------------------------------ |
| 1945                                     | 1989     | Michel Piani       |           |                                      |
| 1989                                     | 2008     | Jacqueline Luciani |           |                                      |
| 2008                                     | En cours | Michel Pinelli     | UMP-LR    | Cadre Conseiller général (2001-2015) |
| Les données manquantes sont à compléter. |          |                    |           |                                      |

## Démographie
L'évolution du nombre d'habitants est connue à travers les recensements de la population effectués dans la commune depuis 1800. Pour les communes de moins de 10 000 habitants, une enquête de recensement portant sur toute la population est réalisée tous les cinq ans, les populations de référence des années intermédiaires étant quant à elles estimées par interpolation ou extrapolation. Pour la commune, le premier recensement exhaustif entrant dans le cadre du nouveau dispositif a été réalisé en 2005.

En 2022, la commune comptait 351 habitants, en évolution de +6,04 % par rapport à 2016 (Corse-du-Sud : +7,61 %, France hors Mayotte : +2,11 %).
| 1800 | 1806 | 1821 | 1831 | 1836 | 1841 | 1846 | 1851 | 1856 |
| ---- | ---- | ---- | ---- | ---- | ---- | ---- | ---- | ---- |
| 641  | 774  | 730  | 739  | 836  | 837  | 793  | 837  | 888  |

| 1861 | 1866  | 1872 | 1876 | 1881  | 1886 | 1891 | 1896 | 1901 |
| ---- | ----- | ---- | ---- | ----- | ---- | ---- | ---- | ---- |
| 918  | 1 010 | 975  | 930  | 1 013 | 963  | 942  | 960  | 826  |

| 1906 | 1911 | 1921 | 1926 | 1931 | 1936 | 1946 | 1954 | 1962 |
| ---- | ---- | ---- | ---- | ---- | ---- | ---- | ---- | ---- |
| 824  | 703  | 723  | 597  | 611  | 609  | 520  | 450  | 318  |

| 1968 | 1975 | 1982 | 1990 | 1999 | 2005 | 2006 | 2010 | 2015 |
| ---- | ---- | ---- | ---- | ---- | ---- | ---- | ---- | ---- |
| 301  | 282  | 218  | 236  | 259  | 271  | 297  | 312  | 335  |

| 2020 | 2022 | - | - | - | - | - | - | - |
| ---- | ---- | - | - | - | - | - | - | - |
| 352  | 351  | - | - | - | - | - | - | - |

## Lieux et monuments
- Église Saint-Jean de Cinarca, classée au titre des monuments historiques en 1976[11].
- Église Saint-Martin dite San-Martinu de Sari-d'Orcino, inscrite à l'Inventaire général du patrimoine culturel[12].
- Chapelle Sainte-Marie dite Santa-Maria d'Acqua in ghjù.

## Gastronomie

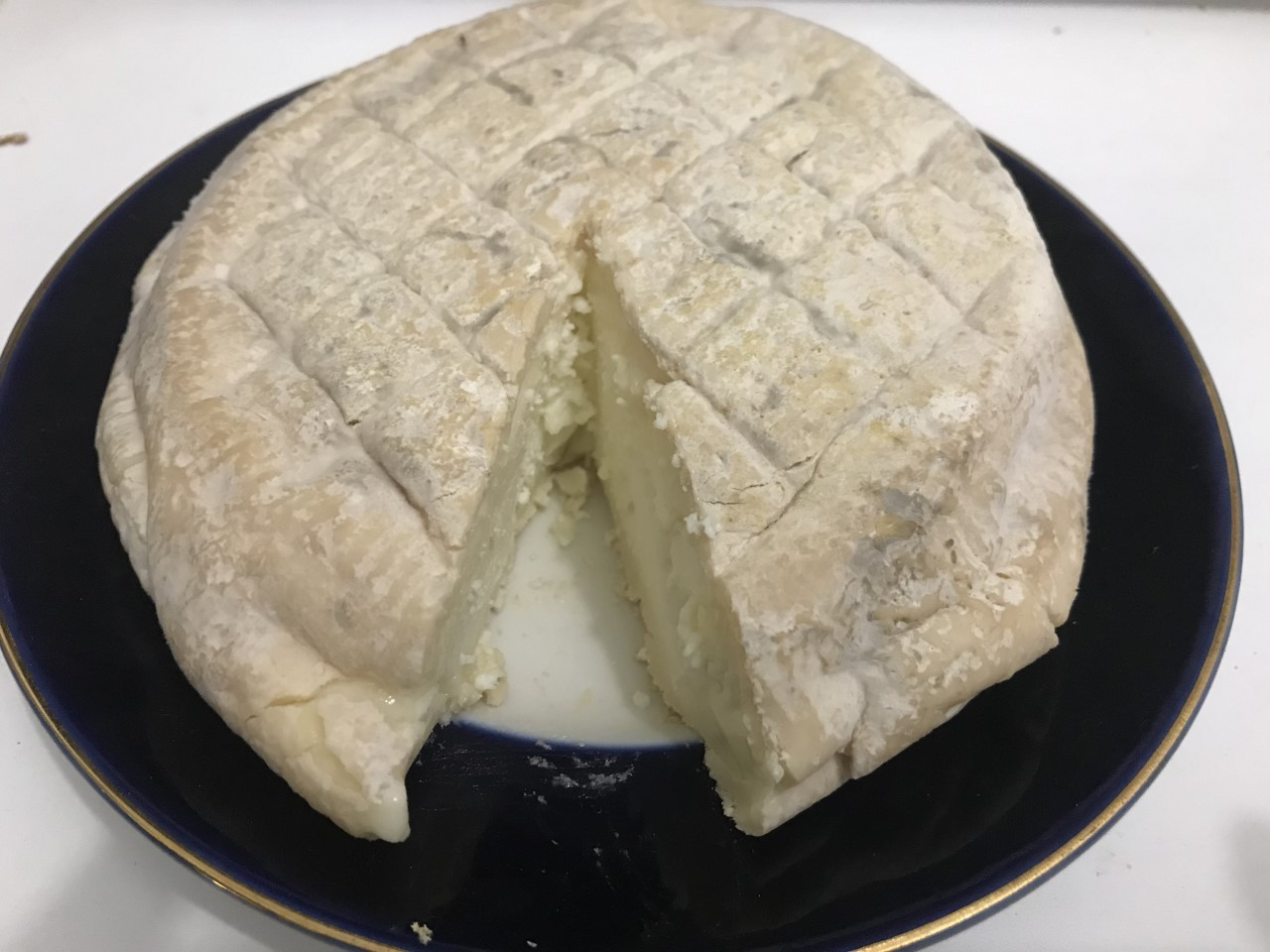
Fromage de brebis local

- La spécialité locale est représentée par plusieurs types de fromages de brebis.

## Personnalités liées à la commune
- Jean Biondi, né à Sari-d'Orcino le 9 mai 1900, député de l'Oise et maire de Creil, résistant et déporté durant la Seconde Guerre mondiale.
- Jean-Pierre Lang, né en 1936 à Neuilly-sur-Seine, auteur-compositeur-interprète français, lié à Sari-d'Orcino.
- Jan Kounen, né le 2 mai 1964 à Utrecht (Pays-Bas), réalisateur, producteur et scénariste français, dont la mère est née à Sari-d'Orcino.
- Angélique Nachon, autrice et compositrice - répertoire classique, théâtre, cinéma, variété. Nom de jeune-fille Boussouf. Martine Lorenzini-Carbuccia, sa mère, est née au Palazzu comme une partie des membres Olivieri-Carbuccia de sa famille.

## Musique
En 2018, le groupe de rock Feu! Chatterton chante un titre intitulé Sari d’Orcino, issu de l'album L'Oiseleur.